# کسا گاتامه
کسا گاتامه (به ژاپنی: 袈裟固)-(به انگلیسی: Kesa-gatame) یکی از فنون و تکنیک‌های دستهٔ کاتامه-وازا رشتهٔ ورزشی جودو است که در زیردستهٔ اوسای‌کومی-وازا دسته‌بندی می‌شود. هدف از این تکنیک، واردآوردن فشار و درگیرکردن گردن حریف است.